# Вернер, Николай Дмитриевич
Николай Дмитриевич Вернер (? — ?) — советский конструктор бронетехники.
Под его руководством в 1938—1939 годах были разработаны и изготовлены опытные лёгкие танки СТЗ-25 и СТЗ-35.

## Биография
В 1930-х годах возглавлял конструкторско-экспериментальный отдел Сталинградского тракторного завода (СТЗ).
Начало танкового производства на СТЗ относится к 1932 году, когда был создан специальный конструкторско-экспериментальный отдел (СпецКЭО) во главе с Н. Д. Вернером. Под его руководством совместно с другими службами завода была подготовлена документация и начат серийный выпуск простых в изготовлении и эксплуатации и достаточно надежных танков Т-26, существенно превосходящих зарубежные аналоги того периода.
В 1940 году СТЗ получил задание организовать производство танков Т-34 и танковых дизелей В-2. Н. Д. Вернер, как начальник конструкторско-технического отдела, принимал самое непосредственное участие в налаживании производства этой продукции. В 1940—1942 годах при постановке и в ходе серийного производства среднего танка Т-34-76 руководил работами по обеспечению сопровождения его конструкторской документацией.
Сразу после разгрома фашистских войск под Сталинградом СТЗ начал восстанавливаться и на него вернулось много тракторозаводцев, в том числе специалистов СпецКЭО. Н. Д. Вернер стал главным конструктором завода.
После прекращения производства танков Т-34-76 на СТЗ, Н. Д. Вернер был направлен на Уралмашзавод в Свердловск, где также  занимался организацией производства танков Т-34-76.